# Giorgio Gandini del Grano
Giorgio Gandini del Grano, né à Parme vers 1490 mort en 1538 est  un peintre italien de l'école de Parme actif au début du XVIe siècle.

## Biographie
Giorgio Gandini del Grano a été un élève d'Antonio da Correggio et un peintre éphémère de l'école de Parme.
En 1535 il fut choisi afin d'achever la décoration de l'abside de la cathédrale de Parme.
Son chef-d'œuvre est un Saint Michel, un retable visible maintenant la Galerie nationale de Parme.

## Œuvres
- Saint Michel, retable, Galerie nationale, Parme, Italie.

## Sources
- (en) Cet article est partiellement ou en totalité issu de l’article de Wikipédia en anglais intitulé « Giorgio Gandini del Grano » (voir la liste des auteurs).